# Philaenus spumarius
Il Philaenus spumarius, noto anche come Sputacchina, è un insetto rincote della famiglia Aphrophoridae. 

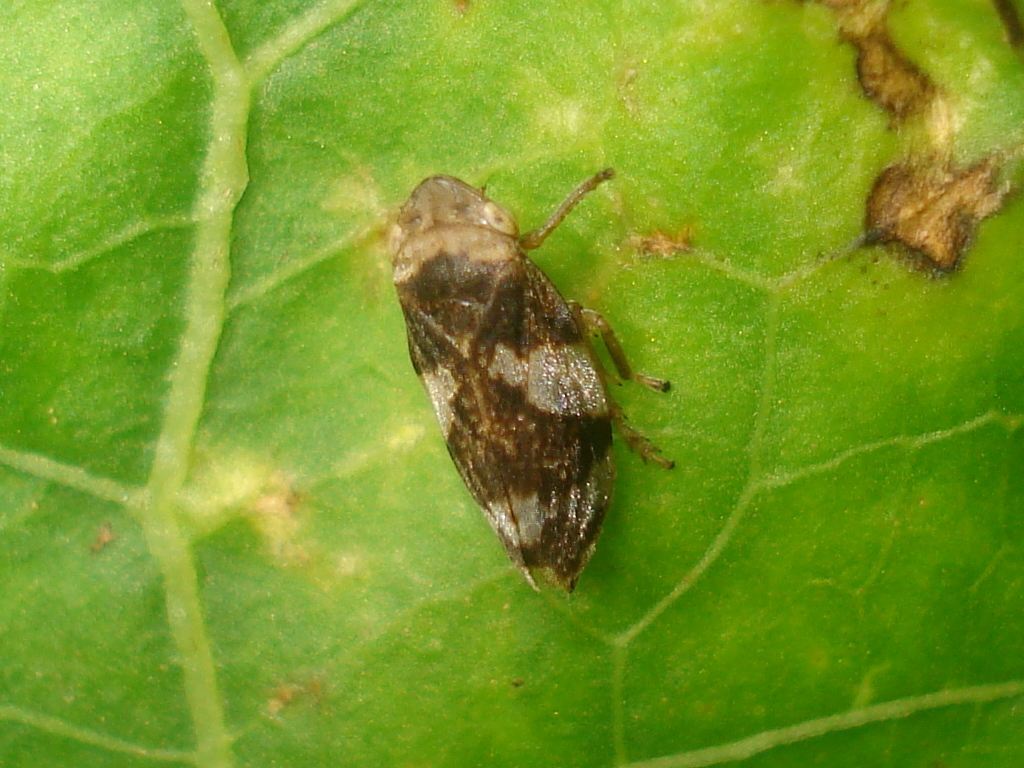

## Attività di vettore
È il vettore di Xylella fastidiosa, agente eziologico della malattia di Pierce, una batteriosi vascolare che colpisce la vite causando l'ingiallimento delle foglie che tendono all'imbrunimento fino alla definitiva caduta (filloptosi). Inoltre, Xylella fastidiosa è causa di molte malattie delle piante, la clorosi variegata (CVC) degli agrumi. Il batterio veicolato da P. spumarius, inoltre, innesca anche malattie in altre piante quali il pesco, la bruciatura delle foglie di oleandro. Si ritiene che Philaenus spumarius  sia il vettore responsabile della diffusione, negli oliveti del Salento, di un particolare ceppo batterico di Xylella fastidiosa spp. pauca, associato al Complesso del disseccamento rapido dell'ulivo (CoDiRO).